# Skahus damm
Skahus damm är en sjö i Uppvidinge kommun i Småland och ingår i Alsteråns huvudavrinningsområde.